# Zhongyuan Airlines
Zhongyuan Airlines (中原航空 Zhōngyuán Hángkōng) fue una aerolínea china con base en Zhengzhou, provincia de Henan.Su hub principal era el Aeropuerto Internacional de Zhengzhou Xinzheng.

## Historia

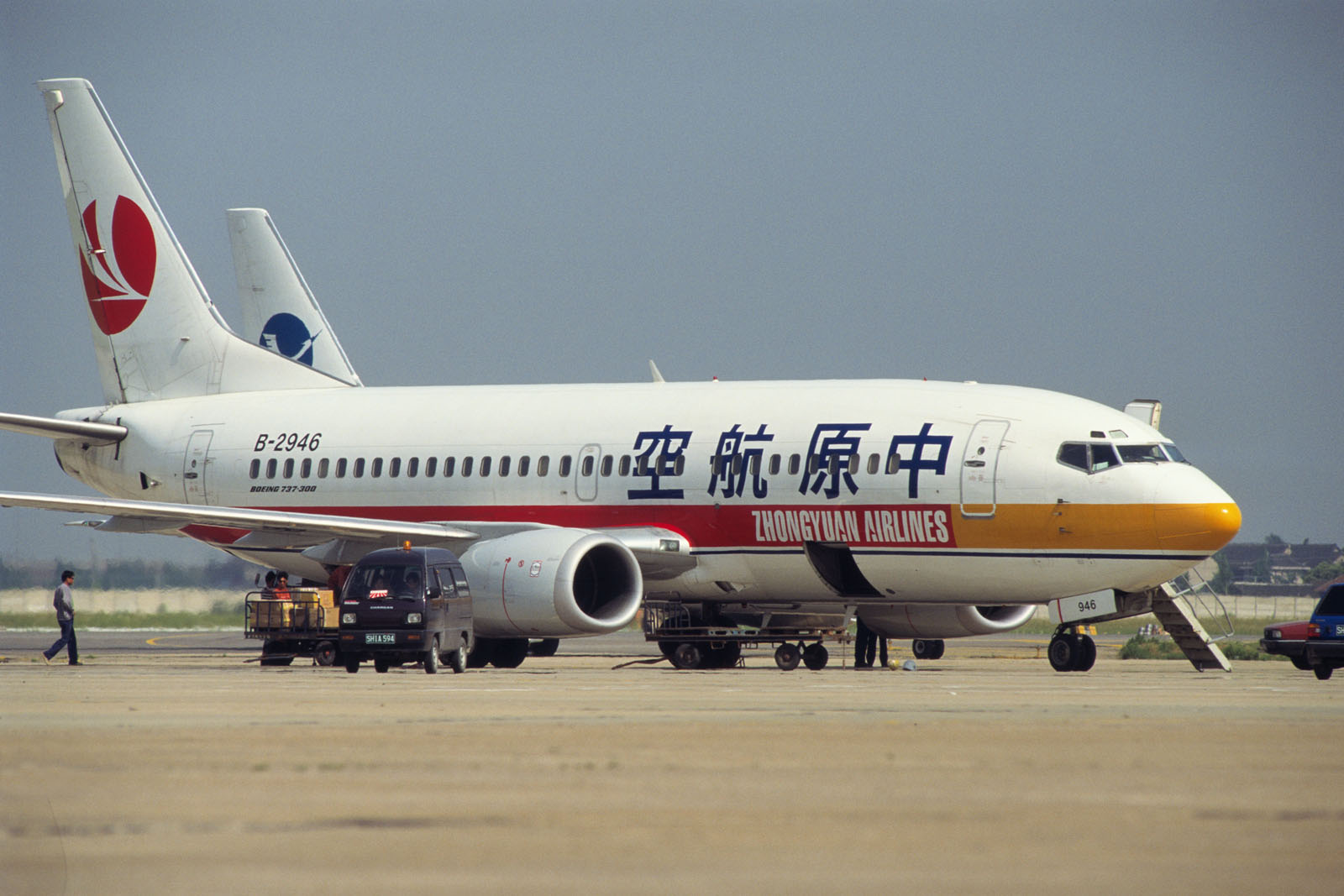
Boeing 737-300 de Zhongyuan Airlines.

Zhongyuan Airlines fue fundada el 15 de mayo de 1986 como una aerolínea regional que prestaba servicios en la región de Zhongyuan (llanuras centrales) en China. Fue adquirida por China Southern Airlines el 4 de agosto de 2000.

## Flota
- 5 Boeing 737-37K - matrículas: B-2574, B-2935, B-2936, B-2946, N1800B
- 2 Xian Y-7 - matrículas: B-3438, B-3439